# Дюкалькон, Люк
Люк Дюкалькон (фр. Luc Ducalcon, родился 2 января 1984 в Туре) — французский регбист, проп (столб).

## Карьера

### Клубная
Воспитанник регбийной школы Ла-Рошеля. Выступал в прошлом за команды «Атлантик Стад Рошле», «Нарбонна» и «Кастр», с последней трижды участвовал в плей-офф французского Топ14 (в 2012 году вышел в полуфинал). С 2012 года выступает за «Расинг Метро 92».

### В сборной
Дебютировал в сборной Франции 7 февраля 2010 в поединке против сборной Шотландии, в том же году завоевал с французами Кубок шести наций. На чемпионате мира 2011 года завоевал серебряную медаль со сборной Франции.